# Dacono
Dacono é uma cidade localizada no estado americano de Colorado, no Condado de Weld.

## Demografia
Segundo o censo americano de 2000, a sua população era de 3015 habitantes.
Em 2006, foi estimada uma população de 3752, um aumento de 737 (24.4%).

## Geografia
De acordo com o United States Census Bureau tem uma área de
7,1 km², dos quais 7,1 km² cobertos por terra e 0,0 km² cobertos por água.

## Localidades na vizinhança
O diagrama seguinte representa as localidades num raio de 16 km ao redor de Dacono.